# Ababinili
Ababinili – u Indian Cziksawów najwyższy bóg, który stworzył ludzi. Składa się z czterech umiłowanych rzeczy: słońca, chmur, czystego nieba i „Tego, Który Mieszka w Czystym Niebie”.